# Testa di Ade

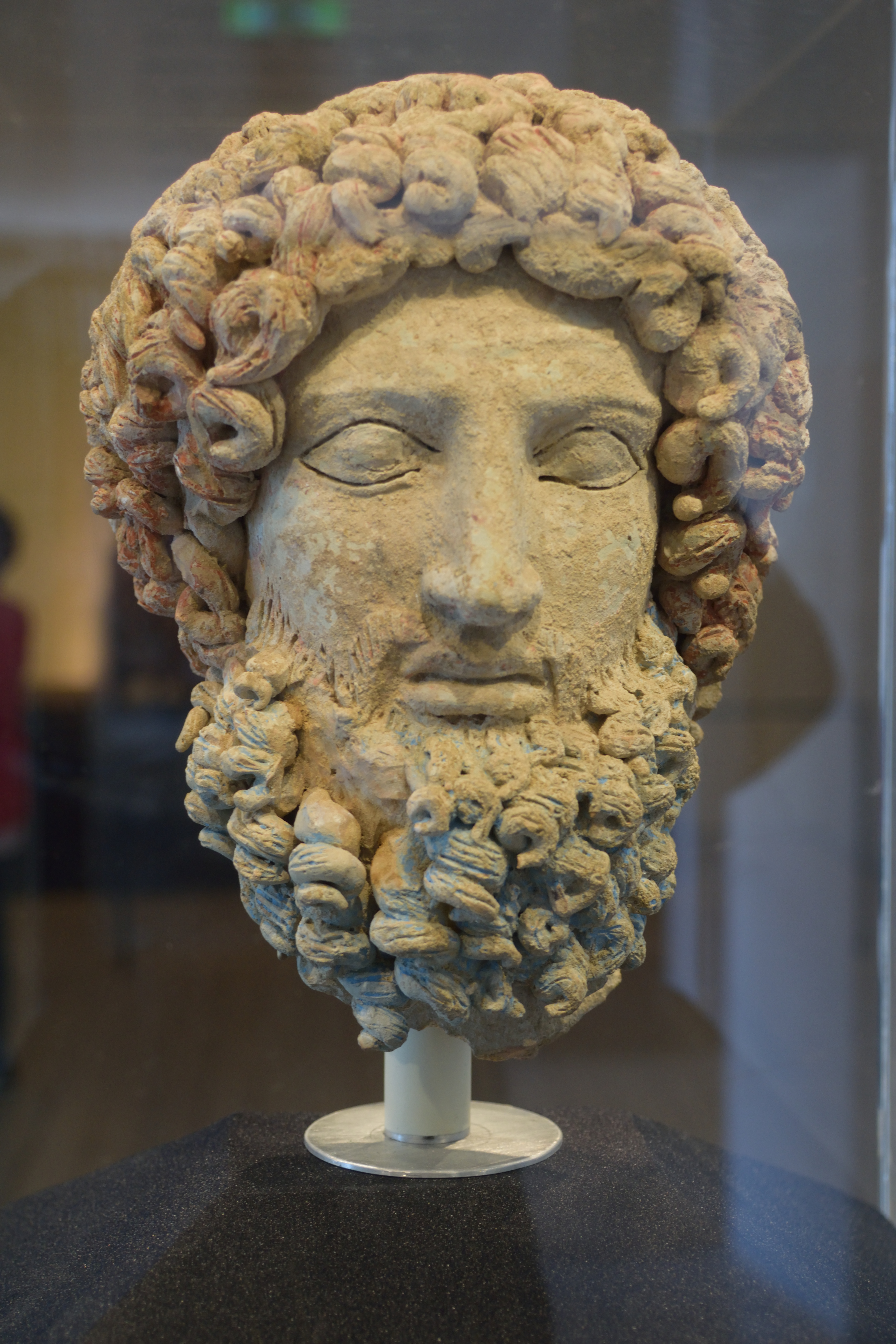
Testa di Ade

La Testa di Ade (o Barbablù) è una testa in terracotta policroma di età ellenistica, raffigurante il dio greco degli Inferi Ade e proveniente dal parco archeologico di San Francesco Bisconti a Morgantina, nel territorio di Aidone.

## Storia

### Il trafugamento
La Testa di Ade venne trafugata alla fine degli anni Settanta dall'area archeologica di Morgantina, nel territorio di Aidone. Tra la fine degli anni Settanta e gli anni Ottanta, il parco archeologico è stato oggetto di numerosi scavi clandestini con conseguenti trafugamenti di reperti, illecitamente esportati e restituiti all'Italia negli ultimi anni.

### L'esportazione e la vendita
Fu il collezionista di New York Maurice Tempelsman a esportare illecitamente e a vendere, nel 1985, al Getty Museum la Testa di Ade per la cifra di 5.7 milioni di dollari. Il Getty Museum collocò la Testa di Ade presso la Getty Villa di Malibu.

### L'analisi
La Testa di Ade era stata trafugata dall'area archeologica di Morgantina: a questa conclusione si giunse attraverso l'esame di alcuni reperti in frantumi abbandonati negli scavi clandestini in quell'area archeologica. Tra questi vi erano 4 “riccioli” (recuperati tra il 1978 e il 1988) che a distanza di diversi anni, grazie a una collaborazione avviata nel 2011 tra il Dipartimento dei Beni Culturali della Regione Siciliana e il Getty Museum, furono comparati con la Testa di Ade custodita presso la Getty Villa. L'esito dell'analisi riscontrò esito positivo.

### Il rientro
Il Sostituto Procuratore di Enna Francesco Rio, titolare delle indagini, è l'autore della rogatoria internazionale che, nel 2014, ha posto le basi per la restituzione della Testa di Ade.
Il Nucleo dei Carabinieri Tutela patrimonio culturale di Palermo, che ha operato insieme al Dipartimento dei Beni Culturali e su coordinamento della Procura di Enna, ha acquisito i riscontri documentali utili per formalizzare la richiesta di rogatoria internazionale, poi indirizzata alle Autorità statunitensi. La collaborazione con il Dipartimento di Giustizia degli Stati Uniti d'America e il Getty Museum ha permesso l'organizzazione della missione di recupero. Il 24 gennaio 2016, i carabinieri, insieme a Francesco Rio, sono partiti per Los Angeles, facendo rientro il 29 gennaio a Palermo con la Testa di Ade.

## Esposizione
La Testa di Ade è stata esposta al Museo Salinas di Palermo fino al 29 maggio 2016. La Testa di Ade è esposta al Museo archeologico di Aidone, in provincia di Enna.